# 诺基亚N91
Nokia N91為诺基亚於2006年6月2日所推出的3G智慧型手機，使用了Symbian OS v8.1 S60系統，並内置200萬像素相機

## 特色
此機種為諾基亞第一支內建4GB硬碟的手機，其内建的硬盘驱动器为Seagate的ST1.2系列，转速为3600RPM，缓存为2MB。同級對手為Sony Ericsson W950i，但後者為快閃記憶體。同時內建miniUSB插槽及3.5mm耳機插孔，可以自由搭配不同耳機。同時標準的包裝盒內也附贈Sennheiser耳機等，完全為音樂而生，而使用者也可以使用內建的AirAlbum軟體下載喜愛的歌曲。它也是NOKIA第一支支援Podcasting的手機。

## 相關功能列表
- Symbian S60 V3.0 作業系統
- 200 萬畫素相機、20 位數位變焦，照片最大解析度為 1600 x 1200 pixels
- 內建 4 GB 硬碟，最多可儲存 3,000 首歌曲
- 支援 12.5 小時音樂播放
- 內建 Air Album 服務
- 內建 Hi-Fi 立體聲喇叭、3.5 毫米立體聲插座
- 支援 MP3、M4A、WMA、AAC 音樂格式
- 支援 mini USB、WLAN(802.11b/g/i)、藍芽傳輸
- 支援 Windows Media Player 10 軟體
- 支援 Adobe Mobile Video Editor 軟體

## 型號
NOKIA曾經在2006年發布一款升級版的N91，由4GB升級成為8GB。